# 多賀城市立山王小学校
多賀城市立山王小学校（たがじょうしりつ さんのうしょうがっこう）は、宮城県多賀城市新田字北にある公立小学校。

## 概要
明治時代の創立で、多賀城市内の学校では一番長い歴史を持つ。多賀城市内の内、山王地区、南宮地区、新田地区、高橋地区を学区とする。現在の学校所在地は新田地区。名称は開校当時に校舎を建てた山王村に由来。

## 沿革
- 1873年
  - 第1中学区第27番小学区「山王小学校」と称し、南宮村慈雲寺を仮校舎に開校。
  - 山王村に校舎移転。
- 1886年 - 南宮村毛上に校舎新築移転。
- 1941年 - 山王国民学校に改称。
- 1944年 - 校歌制定。
- 1947年
  - 多賀城村立山王小学校に改称。
  - PTA発足。
- 1951年 - 町制施行により多賀城町立山王小学校に改称。
- 1971年 - 市制施行により多賀城市立山王小学校に改称。
- 1977年 - 校木「黒松」を制定。
- 1978年 - 現在地に移転。

## 校歌
（1番）

先代の古人の心　けみしつつ

旅の疲れを　忘れたる

奥の細道　壺の日の

ほとりに建てる　学び舎は

我らが山王　小学校
（2番）

市川の流れいよいよ　清かれど

泉ヶ岳の　山おろし

ここみちのくの　里にして

強き自然に　たえすめり

忍従何か　ならざらん

## シンボル
- 校木：黒松

## 通学区域
- 多賀城市
  - 新田[1]
  - 高橋1-5丁目
  - 山王
  - 南宮
  - 岩切
- なお、本校学区南部は、仙台市宮城野区に接しているため、市境線付近の高橋5丁目などでは、多賀城・仙台市境線付近にある仙台市立中野栄小学校の方が本校より近い地域がある。